# Étymologie de Quincampoix
Pour les articles homonymes, voir Quincampoix (homonymie).
Quincampoix, Quimcampoix, Quinquempoix ou même Kinkempois est le nom de nombreuses communes ou lieux-dits de l'aire linguistique de langue d'oïl (en France dans les départements suivants : Aisne, Aube, Calvados, Eure, Eure-et-Loir, Indre, Marne, Mayenne, Oise, Sarthe, Seine-Maritime, Vienne, Yonne, Yvelines et en Wallonie dialectale en Belgique.)
En outre, il existe :
- un quartier Kinkempois à Liège en Belgique ;
- la motte féodale de Quiquempois sur la commune de Villeneuve-d'Ascq ;
- une rue Quincampoix à Paris ;
- un lac Quincampoix à Villeneuve-d'Ascq, département du Nord en France, près de l'emplacement d'une ancienne motte féodale « Quicampoix » ;
- une rivière Quincampoix et un ruisseau Quimcampoix  dans le département d'Ille-et-Vilaine en France.

Voir aussi Quincampoix (homonymie).

## Étymologie
Selon Auguste Longnon, membre de l'Institut, professeur au Collège de France :
«  L'ancien français employait parfois impersonnellement le verbe peser, au sens de « causer du chagrin, de la douleur, de l'inquiétude ; être désagréable » [...]
La vieille locution cui qu'en poist, qui signifie littéralement « à quelque personne qu'il en pèse, quelque personne que cela peine », a laissé de nombreuses traces dans la topomastique ; elle a toujours commencé par désigner un moulin qui, établi sur un cours d'eau en amont d'un moulin préexistant, était de nature à causer de l'humeur au propriétaire de celui-ci en le rendant, au point de vue de l'eau motrice, tributaire du nouveau moulin ; autour de ce dernier, une agglomération plus ou moins importante a pu, dans la suite des temps, se former et même prendre le rang de paroisse, de commune. [Les diverses agglomérations nommées Quincampoix, Quinquempoix et autres] sont des formes altérées de cette locution qu'on avait cessé de comprendre. – La célèbre rue Quincampoix, à Paris […] n'a lieu d'être mentionnée ici que pour un motif indirect, car elle évoque le souvenir, non pas de quelque moulin établi dans ces conditions, mais d'un particulier, Adam de Quincampoix. »
L'analyse de Longnon est reprise par Albert Dauzat et Charles Rostaing, c'est-à-dire qui qu'en poist « qui qu'en pèse », selon le cri supposé du meunier, invitant les paysans à venir faire peser et moudre leur grain.
Une autre hypothèse se base également sur le verbe peser, mais pris dans un sens différent, à savoir « causer du chagrin », en référence à la dîme vexatoire levée sur les moulins. 
Cette explication par le verbe peser est contestée par François de Beaurepaire qui note que la forme *poist (« (il) pèse ») n'est pas attestée en ancien français et, en tout cas, paraît plutôt empruntée à un probable verbe *poistre, issu du latin pinsere « écraser, pétrir » d'où le sens « de qui qu'en écrase » qui semble mieux convenir à un moulin. 
Quoi qu'il en soit des différentes étymologies possibles, il semble que le nom soit lié à l'existence d'un moulin comme l'indiquent les sources anciennes : moulin de Quinquempois (Vernon, Eure, Kequenpoist 1195), moulin à eau de Quicampet (Eure, Quiquempoix 1501), moulin de Quinquempois (sur la Risle, à Bosc-Renoult-en-Ouche, Eure) ; moulin de  Quinquempoist (1287, près la Bonneville-sur-Iton, Eure), Moulin-de-Quincampoil (Bourgogne, Le Moulin de Quimquempôix 1757) ; etc.